# Frisörstol

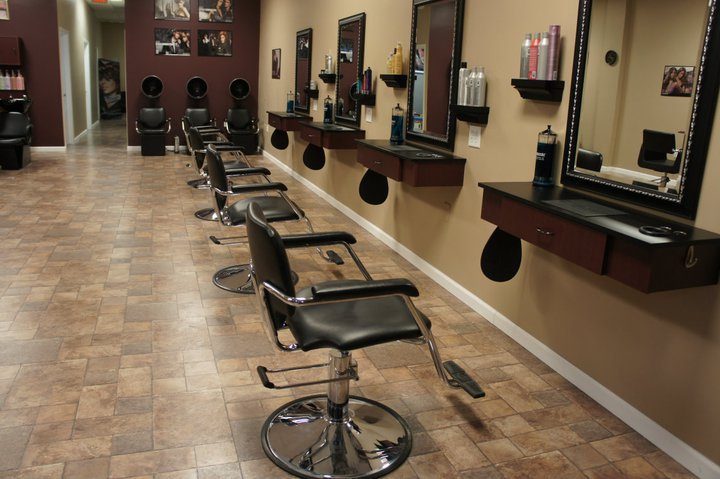
Frisörstolar på en hårsalong i Dubai.

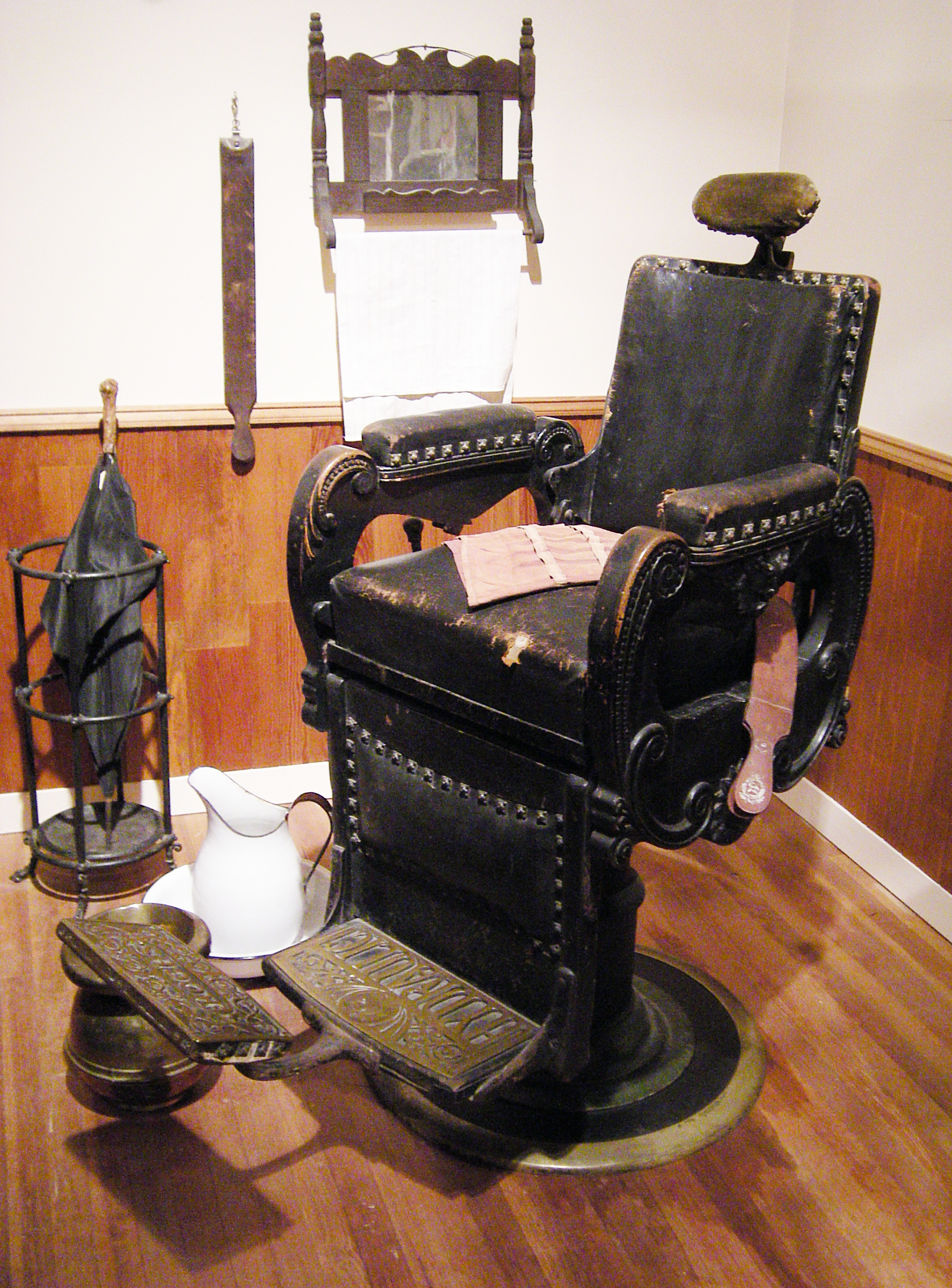
En frisörstol av 1880-talsmodell.

En frisörstol är en stol där en frisörs kunder kan sitta under hårklippning. Frisörstolar brukar kunna höjas, sänkas och roteras. Vissa modeller kan även lutas. Det förbättrar arbetsställningen för frisören.
Frisörstolar började tillverkas industriellt runt 1850.